# 川村親光
川村 親光（かわむら ちかみつ、1928年 - 2020年）は、埼玉県出身の画家。第4代埼玉県美術家協会会長。一水会特別会員。

## 人物
北足立郡浦和町（のち浦和市）に生まれ、埼玉県立浦和中学校（現埼玉県立浦和高等学校）を卒業、叔父の洋画家関口隆嗣の紹介で寺内萬治郎の指導を受けた。日展初入選後は高田誠に師事し、一水会への出品を続けた。
作品の一部は埼玉県立近代美術館に収蔵されている。

## 経歴
- 1928年（昭和3年） - 埼玉県北足立郡浦和町に生まれる。
- 1953年（昭和28年） - 第九回日展に「郊外初秋」が初入選。
- 1954年（昭和29年） - 第16回一水会に「静物」を出品、初入選。高田誠に師事するようになった。
- 1965年（昭和40年） - 「堰のある風景」で一水会賞を受賞。
- 1966年（昭和41年） - 一水会会員となる。
- 1967年（昭和42年）から1981年（昭和56年）まで埼玉大学教育学部美術科の講師を務める。
- 1973年（昭和48年） - 「土手の春」で一水会優賞を受賞。
- 1974年（昭和49年） - 第六回日展にて「春待つ土手」が特選を受賞。
- 1986年（昭和61年） - 日展審査員、日展会員となる。
- 1987年（昭和62年） - 埼玉文化賞を受賞。
- 2020年（令和2年） - 死去